# Edoardo Giorgetti
Edoardo Giorgetti (Cagli, 5 febbraio 1989) è un nuotatore italiano.

## Carriera
Detiene il record italiano dei 100 m rana in vasca corta, con il tempo di 58"39. È stato il detentore del record europeo dei 200 m rana in vasca corta con il tempo di 2'05"02, conseguito il 27 dicembre 2008 ai campionati italiani assoluti a Genova, primato poi battuto dal francese Hugues Duboscq nella finale dei Campionati europei in vasca corta del 2008, gara nella quale lo stesso Giorgetti ha stabilito il nuovo primato italiano in 2'04"98.

## Palmarès
| Campionati mondiali            | 50 m rana             | 100 m rana              | 200 m rana              | ---                                       |
| 2007 Melbourne Australia       | ---                   | 21º in batteria 1'01"95 | ---                     | ---                                       |
| 2009 Roma Italia               | ---                   | ---                     | 6º 2'08"86              | ---                                       |
| Mondiali in vasca corta        | ---                   | 100 m rana              | 200 m rana              | 4×100 m mista                             |
| 2010 Dubai Emirati Arabi Uniti | ---                   | 24º in batteria 59"47   | 16º in batteria 2'08"01 | 10º in batteria - 3'30"34 frazione: 59"39 |
| Campionati europei             | 50 m rana             | 100 m rana              | 200 m rana              | ---                                       |
| 2010 Budapest Ungheria         | ---                   | 28º in batteria 1'02"20 | 6º 2'11"99              | ---                                       |
| Europei in vasca corta         | 50 m rana             | 100 m rana              | 200 m rana              | ---                                       |
| 2006 Palma di Maiorca Spagna   | 37º in batteria 28"70 | 30º in batteria 1'01"00 | 21º in batteria 2'12"72 | ---                                       |
| 2008 Fiume Croazia             | ---                   | 5º 58"37                | Argento 2'04"98         | ---                                       |
| 2009 Istanbul Turchia          | ---                   | 7º 57"54                | 36º in batteria 2'12"24 | ---                                       |
| 2010 Eindhoven Paesi Bassi     | ---                   | 9º in batteria 59"51    | 5º 2'07"66              | ---                                       |
| Giochi del Mediterraneo        | 50 m rana             | 100 m rana              | 200 m rana              | ---                                       |
| 2009 Pescara Italia            | ---                   | ---                     | Argento 2'10"11         | ---                                       |
| Universiadi                    | ---                   | 100 m rana              | ---                     | ---                                       |
| 2013 Kazan Russia              | ---                   | Bronzo 1'00"36          | ---                     | ---                                       |
| Mondiali giovanili             | ---                   | 100 m rana              | 200 m rana              | 4×100 m mista                             |
| 2006 Rio de Janeiro Brasile    | ---                   | Oro 1'02"31             | Oro 2'15"44             | Oro: 3'44"22 frazione: 1'01"69            |
| Europei giovanili              | 50 m rana             | 100 m rana              | 200 m rana              | ---                                       |
| 2006 Helsinki Finlandia        | 5º in batteria 29"38  | Argento 1'02"61         | Oro 2'15"00             | ---                                       |
| 2007 Anversa Belgio            | 12º in batteria 29"47 | Argento 1'02"32         | 4º 2'14"76              | ---                                       |

### Campionati italiani
14 titoli individuali e 10 in staffette, così ripartiti:
- 2 nei 100 m rana
- 12 nei 200 m rana
- 10 nella staffetta 4×100 m mista

nd = non disputata
| Anno | Edizione    | rana 100 m | rana 200 m | misti 100 m | mista 4×50 m | mista 4×100 m |
| ---- | ----------- | ---------- | ---------- | ----------- | ------------ | ------------- |
| 2005 | Invernali   | -          | 3          | -           | -            | nd            |
| 2006 | Primaverili | 3          | 3          | nd          | nd           | -             |
| 2006 | Invernali   | 1          | -          | -           | nd           | nd            |
| 2007 | Primaverili | 2          | 2          | nd          | nd           | 1             |
| 2007 | Estivi      | 2          | 2          | nd          | nd           | 1             |
| 2008 | Primaverili | 2          | -          | nd          | nd           | 1             |
| 2008 | Estivi      | 2          | -          | nd          | nd           | 3             |
| 2008 | Invernali   | 1          | 1          | 2           | nd           | nd            |
| 2009 | Estivi      | -          | 2          | nd          | nd           | 1             |
| 2009 | Invernali   | 3          | 1          | -           | nd           | nd            |
| 2010 | Primaverili | -          | 1          | nd          | nd           | 1             |
| 2010 | Estivi      | -          | 1          | -           | nd           | nd            |
| 2010 | Invernali   | 3          | 1          | -           | 2            | nd            |
| 2011 | Primaverili | -          | 2          | nd          | nd           | 3             |
| 2011 | Invernali   | -          | 2          | -           | nd           | -             |
| 2012 | Primaverili | -          | -          | -           | nd           | 2             |
| 2012 | Invernali   | -          | -          | -           | nd           | 2             |
| 2013 | Primaverili | -          | -          | -           | nd           | 1             |
| 2014 | Primaverili | -          | 3          | -           | nd           | 2             |
| 2014 | Estivi      | 3          | 1          | -           | nd           | nd            |
| 2014 | Invernali   | 3          | 2          | -           | nd           | 1             |
| 2015 | Primaverili | -          | 3          | -           | nd           | 1             |
| 2015 | Invernali   | -          | -          | -           | nd           | 1             |
| 2016 | Primaverili | -          | 3          | -           | nd           | -             |
| 2017 | Primaverili | -          | -          | -           | nd           | 2             |
| 2018 | Primaverili | -          | 2          | -           | nd           | 1             |
| 2018 | Estivi      | -          | 1          | -           | nd           | nd            |
| 2018 | Invernali   | -          | 3          | -           | -            | -             |
| 2019 | Primaverili | -          | 2          | -           | nd           | -             |
| 2019 | Estivi      | -          | 1          | -           | nd           | nd            |
| 2019 | Invernali   | -          | 1          | -           | nd           | nd            |
| 2020 | Estivi      | -          | 1          | -           | nd           | nd            |
| 2021 | Primaverili | -          | 1          | -           | nd           | nd            |
| 2023 | Primaverili | -          | 1          | -           | -            | -             |
| 2023 | Invernali   | -          | 2          | -           | -            | -             |
| 2025 | Primaverili | -          | 3          | -           | -            | -             |